# (8741) Suzukisuzuko
(8741) Suzukisuzuko – planetoida z pasa głównego asteroid okrążająca Słońce w ciągu 5 lat i 84 dni w średniej odległości 3,01 au. Została odkryta 25 stycznia 1998 roku w obserwatorium w Ōizumi przez Takao Kobayashiego. Nazwa planetoidy pochodzi od Suzuko Suzuki (1927-1985), która w 1975 roku opublikowała zbiór esejów poetyckich porównujących jej miłość do piękna rozgwieżdżonego nocnego nieba. Przed nadaniem nazwy planetoida nosiła oznaczenie tymczasowe (8741) 1998 BR8.